# 將向天晴
將向天晴（英語：TKO Shining）為將軍澳本土派地區組織，成立於2019年7月。其中成員余浚寧、葉子祈出選坑口西及維景之2019年區議會選舉並順利當選。

## 歷史

### 素人參政
將向天晴於2019年7月成立，同年的10月4日，將向天晴、西貢鄉民及將軍澳青年力量共同報名參與2019年區議會選舉，互相拉抬選情，維景參選人葉子祈指親中派主導的區議會未能反映市民真正的聲音，批評西貢區議會主席吳仕福否決議員動議譴責警察濫暴，認為如果要改變社會必需先改變議會，令民主派變成議會入面的大多數，讓區議會成為更加透明的論政平台，結果葉子祈以178票之差擊敗爭取連任的陳繼偉，成為維景首位民主派區議員，亦為非建制派相隔12年重新奪回維景灣畔的控制權，而參選坑口西的另一成員獲3,089票當選，結束原居民邱氏家族在此區20年的壟斷，亦打破自首屆區議會親中派壟斷坑口鄉郊達37年的局面。

### 西貢區議會問政

#### 命名周梓樂、陳彥霖紀念公園爭議
2020年3月3日，將軍澳民生關注組提出兩項動議﹐分別把唐明街休憩處更名為「周梓樂紀念公園」，以及把落成後的將軍澳第72區休憩設施命名為「陳彥霖紀念公園」，議案雖獲工黨籍議員何偉航及神州青年服務社(即中國國民黨港澳總支部第五支部)黨籍區議員鄭仲文支持，但同時引發將向天晴、新民主同盟、將軍澳青年力量、西貢鄉民及部分無黨籍區議員批評動議不尊重家屬，將向天晴葉子祈批評動議本末倒置，指應針對政權的不公執法行動，而不是將抗爭情緒宣洩於紀念設施上，並將一袋「人血饅頭」倒向提出動議的將軍澳民生關注組陸平才及柯耀林，批評他們消費死者，最後動議通過暫停討論。